# 글로벌 모바일 인터넷 콘퍼런스
글로벌 모바일 인터넷 콘퍼런스(Global Mobile Internet Conference)는 매년 베이징과 실리콘밸리에서 개최된다. 전 세계의 모바일 경영진, 기업가, 개발자 및 투자자들이 매년 GMIC에 참석한다.

## 역사
최초의 연례 글로벌 모바일 인터넷 콘퍼런스(GMIC)는 2009년 4월 23일부터 25일까지 중국 베이징시에서 개최되었다. GWC가 주최한 이 콘퍼런스는 처음에는 중국과 일본의 모바일 인터넷 기업 간의 대화를 늘리는 것을 목표로 했다. 2009년 300명에서 2012년 5,000명 이상으로 국제 참가자 수가 증가함에 따라, 2013년 콘퍼런스 의제는 중국뿐만 아니라 아시아 전체에 초점을 맞추고 서양 및 아시아 모바일 인터넷 스타트업 및 기업이 국경을 넘어 협력할 기회를 모색하도록 확장되었다.
GMIC 2013 기준으로 GMIC는 60개국 이상에서 수만 명의 참가자를 유치했다.
GMIC 반복
- 2010년 5월 26일~28일. 중국 베이징
- 2011년 4월 26일~28일. 중국 베이징
- 2012년 5월 9일~11일. 중국 베이징
- 2012년 10월 19일~20일. 캘리포니아 새너제이
- 2013년 5월 7일~8일. 중국 베이징
- 2013년 10월 21일~23일. 캘리포니아 샌프란시스코
- 2014년 5월 5일~6일. 중국 베이징
- 2016년 4월 28일~5월 2일, 중국 베이징
- 2016년 4월 28일, GMIC와 협력하여 DayDayUp이 공동 주최한 글로벌 가상 현실 서밋, 중국 베이징.[2]

## 연사
이전 GMIC 실리콘밸리 연사
- 모리카와 아키라, 라인 CEO
- 앤드루 응, 코세라 공동 CEO 겸 공동 설립자
- 데이브 맥클루어, 500 스타트업 매니징 파트너
- 데이브 로버츠, 팝캡 게임스 CEO
- 로버트 샤오, 퍼펙트 월드 CEO
- 에드 프라이스, 엑스박스 공동 제작자
- 휴고 바라, 샤오미 글로벌 VP
- 레이쥔, 샤오미 CEO
- 마크 셔틀워스, 우분투 및 캐노니컬 설립자
- 마틴 라우, 텐센트 사장
- 폴 그레이엄, Y-콤비네이터 파트너
- 파벨 두로프, VK 및 텔레그램 설립자
- 필 리빈, 에버노트 CEO
- 본 스미스, 페이스북 VP
- 위융푸, UC웹 CEO
- 유리 밀너, DST 글로벌 설립자

이전 GMIC 베이징 연사
중국
- 마화텅, 텐센트 CEO
- 리옌훙, 바이두 CEO
- 찰스 차오, 시나 CEO
- 조 우, 91 모바일 CEO
- 레이쥔, 샤오미 CEO
- 위융푸, UC웹 CEO
- 쉬샤오핑, 쩐펀드 벤처스 설립자
- 양 위안칭, 레노버 CEO

인도
- 아비나브 마투르, 스파이스 모빌리티 CTO
- 나빈 테와리, 인모비 CEO

인도네시아
- 대니 위리안토, 마인드톡 CEO
- 마틴 하르타노, GDP 벤처스 CEO

일본
- 모리야스 이사오, DeNA CEO
- 다나카 요시카즈, GREE CEO
- 나쓰노 다케시, I-모드 창시자

한국
- 민서, 넥슨 CEO
- 제임스 송, 게임빌 CEO

미국
- 데이비드 로버츠, 팝캡 게임스 CEO
- 조프 레드펀, 링크드인 VP
- 필 리빈, 에버노트 CEO
- 산제이 푸넌, SAP 사장
- 코니 챈, 앤드리슨 호로위츠 파트너

핀란드
- 마크 딜런, 욜라 (기업) CEO
- 페테르 베스테르바카, 로비오 마이티 이글

스웨덴
- 니클라스 젠스트롬, 스카이프 설립자

호주
- 필 라센, 하프브릭 (후르츠 닌자) CMO

## 쇼 하이라이트
웹사이트에 따르면 GMIC는 모바일 기술이 광고, 교육, 금융, 건강, 게임 및 마케팅을 포함한 모든 산업을 어떻게 변화시키고 있는지 강조한다. 따라서 다음을 포함한 트랙을 조직했다: 모바일 헬스, 모바일 마케팅, 모바일 교육, 모바일 넥스트, 모바일 비즈니스.
GMIC는 G-스타트업, 앱어택, 글로벌 게임 스타즈 대회를 통해 모바일 앱 개발자와 스타트업을 강조한다.

## GMIC 헤드라인
GMIC 실리콘밸리 2013
- CIO 전 구글 직원 휴고 바라, 중국 샤오미 팬보이에 대해 극찬 보관됨 2013-12-02 - 웨이백 머신
- CIO '러시아 페이스북' CEO 두로프, 저커버그를 비난하지만 에드워드 스노든을 사랑한다 보관됨 2013-12-03 - 웨이백 머신
- 포브스 십대들이 페이스북 대신 가는 곳
- 테크크런치 Y Combinator 스타트업의 현재 총 기업 가치는 137억 달러로, 6월 이후 20억 달러 증가

GMIC 베이징 2013
- 테크크런치: 중국에서 400만 사용자를 보유한 에버노트, 인샹비지 비즈니스로 기업 시장 노린다
- 테크크런치: 올해 45억 달러 매출 목표로 샤오미, 340년 된 중국 제약 회사를 모방하려 한다
- 비즈니스위크: 앵그리버드 TV, 아이패드로 스트리밍 서비스
- 엔가젯: 욜라의 마크 딜런, 세계 최초의 세일피시 기기 발표를 앞두고 몇 주 내 출시 확정
- WSJ: 외국 기술 기업들, 중국에 대한 태도 변화
- 파이낸셜 타임즈: 중국 모바일 브라우저, 글로벌 시장 노린다